# Anisocarpus
Anisocarpus là một chi thực vật có hoa trong họ Cúc (Asteraceae).

## Loài
Chi Anisocarpus gồm các loài: